# Aignan
Aignan – miejscowość i gmina we Francji, w regionie Oksytania, w departamencie Gers.
Według danych na rok 1990 gminę zamieszkiwało 921 osób, a gęstość zaludnienia wynosiła 29 osób/km² (wśród 3020 gmin regionu Midi-Pireneje Aignan plasuje się na 362. miejscu pod względem liczby ludności, natomiast pod względem powierzchni na miejscu 271.).